# Гофман, Людвиг фон
Людвиг фон Гофман (нем. Ludwig von Hofmann, 17 августа 1861, Дармштадт — 23 августа 1945, Пильниц) — немецкий художник, график и дизайнер. В работах Людвига фон Гофмана в различные периоды его творчества ощущается влияние таких направлений в искусстве, как историзм, модерн,  символизм и новая вещественность.

## Жизнь и творчество

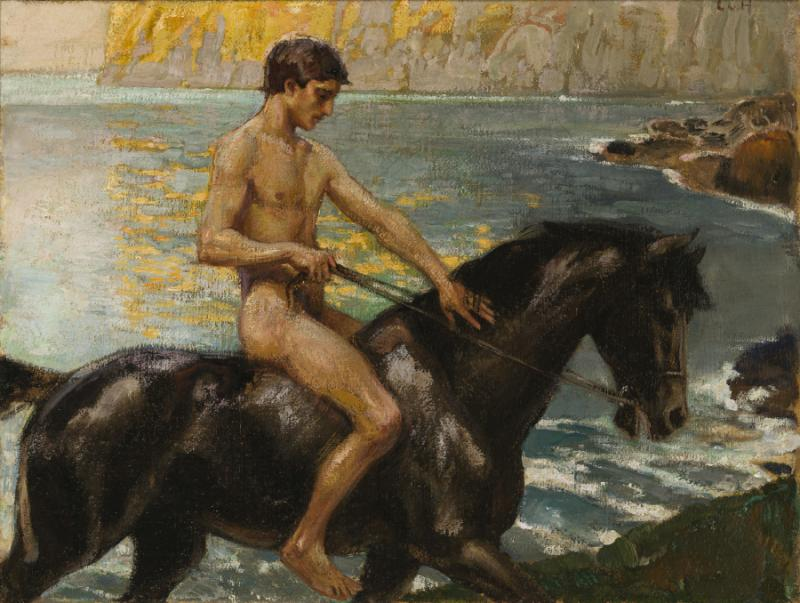
Der Reiter am Strand (1890).

Людвиг фон Гофман родился в семье крупного прусского государственного даятеля Карла фон Гофмана, возглавлявшего в 1872—1876 годах правительство Великого герцогства Гессен и в 1882 году возведённого в состояние потомственного дворянства. В 1883 году Людвиг поступает в дрезденскую Академию искусств, затем продолжает учёбу в академии Карлсруэ, в классе художника Фердинанда Келлера и Мюнхене. В 1889 он приезжает в Париж, чтобы продолжить обучение в академии Жюлиана. В этот период Гофман находится под влиянием творчества французских мастеров — Пюви де Шаванна и Поля-Альбера Бенара, подружился с молодым художником Морисом Дени. 
С 1890 года Гофман живёт в Берлине как свободный художник. Здесь он становится членом «Группы одиннадцати», куда входили также Макс Клингер, Ловис Коринт и Макс Либерман. В 1894—1900 художник много путешествует, подолгу живёт в Риме и на своей вилле близ Фьезоле. В этот период своей творческой деятельности Гофман увлекается античным искусством; с 1895 года он создаёт большое количество иллюстраций для ведущего художественно-модернистского журнала Германии «Пан», с 1898 года Гофман — участник культурного движения Берлинский сецессион.
В 1903 году Л.фон Гофман избирается профессором Великогерцогской художественной школы в Веймаре, став здесь — наряду с графом Гарри Кесслером и Генри ван дер Велде — одним из зачинателей авангардистского художественного течения Новый Веймар. Среди его веймарских учеников следует назвать Ганса Арпа и Иво Гауптмана. С отцом последнего, писателем Герхартом Гауптманом, художник был дружен и в 1907 году они совершили совместное путешествие по Греции. С ван дер Вельде Гофман работал вместе над различными архитектурными проектами. В 1916 году Гофман переходит в Академию искусств Дрездена, где до 1931 года он — профессор монументальной живописи. К этому периоду (1919) относится его оформление читального зала Немецкой библиотеки в Лейпциге. Занимался также иллюстрированием произведений классической литературы (Одиссеи, произведений Г.Гауптмана и др.). Участвовал в конкурсе искусств на Летних олимпийских играх 1928 года в Амстердаме. После прихода в Германии к власти национал-социалистов некоторые его работы были ими зачислены в разряд дегенеративного искусства, однако большинство из них продолжали экспонироваться в музеях Германии.
Людвиг фон Гофман был слеп на один глаз.
Среди почитателей таланта Людвига фон Гофмана была австро-венгерская императрица Елизавета, а также такие деятели культуры, как писатели и поэты Райнер Мария Рильке, Томас Манн, Гуго фон Гофмансталь, банкир и меценат барон Август фон дер Хойдт, шоколадный фабрикант и меценат Людвиг Штольверк, историки искусства Генрих Вёльфлин и Вильгельм фон Боде.

## Дополнения
- Биография и избранные работы Л.фон Гофмана
- Источник, картина, приобретённая в 1914 году Томасом Манном
- Глетчер Архивная копия от 16 мая 2021 на Wayback Machine, из архива Л.фон Гофмана